# Dustin Kilgore
Dustin Kilgore (Berea, 28 maggio 1989) è un lottatore statunitense, specializzato nella lotta libera.

## Biografia
È figlio di Kevin Kilgore e Sharon Daskiewycz. È stato allenato da Brian Mehmed, Michael Rice, Jay Mendicino e Nic Ranallo.
Ha ottenuto il primo successo internazionale ai campionati panamericani di Colorado Springs 2012, dove ha trionfato nella categoria fino a 97 chilogrammi, battendo il venezuelano Luis Felipe Vivenes Urbanesa al primo turno, il cubano Javier Cortina Lacerra al secondo turno, il portoricano Marcos Manuel Santos Bonnet in semifinale e Yuri Maier in finale. Lo stesso anno ha vinto l'argento ai campionati universitari di Pécs 2012, perdendo in finale contro il turco Fatih Yaşarlı.
Ai campionati panamericani di Santiago del Cile 2015 si è aggiudicato la medaglia d'oro, sconfiggendo Abraham Conyedo nell'incontro decisivo per la vittoria del torneo dei 97 chilogrammi.

## Palmarès
- Campionati panamericani

Colorado Springs 2012: oro nei −97 kg;
Santiago del Cile 2015: oro nei −97 kg;
- Campionati universitari

Pécs 2012: argento nei −97 kg;